# Turismo cultural

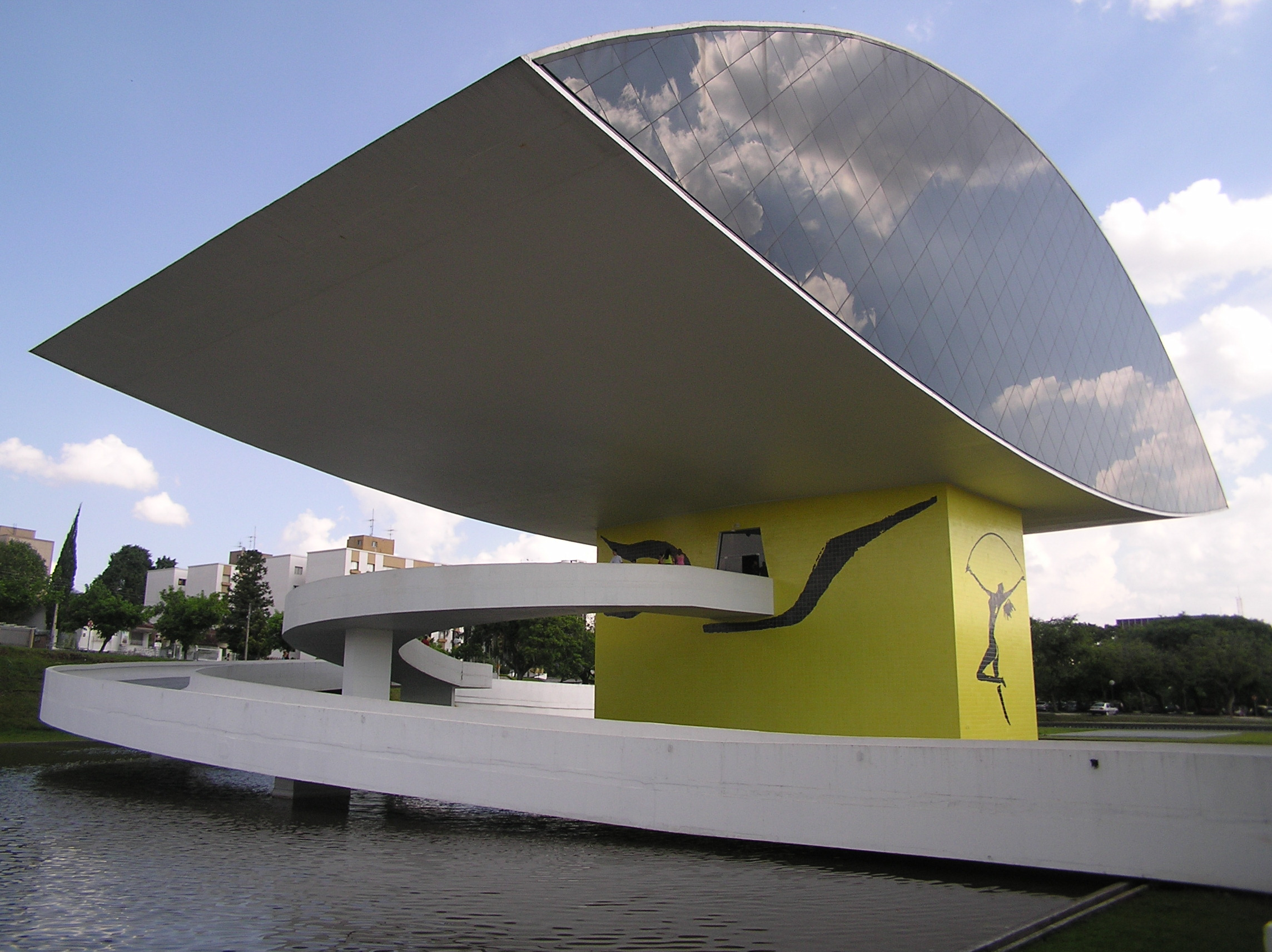
Museu Oscar Niemeyer em Curitiba, exemplo convergente de eventos artísticos e culturais para o turismo cultural.

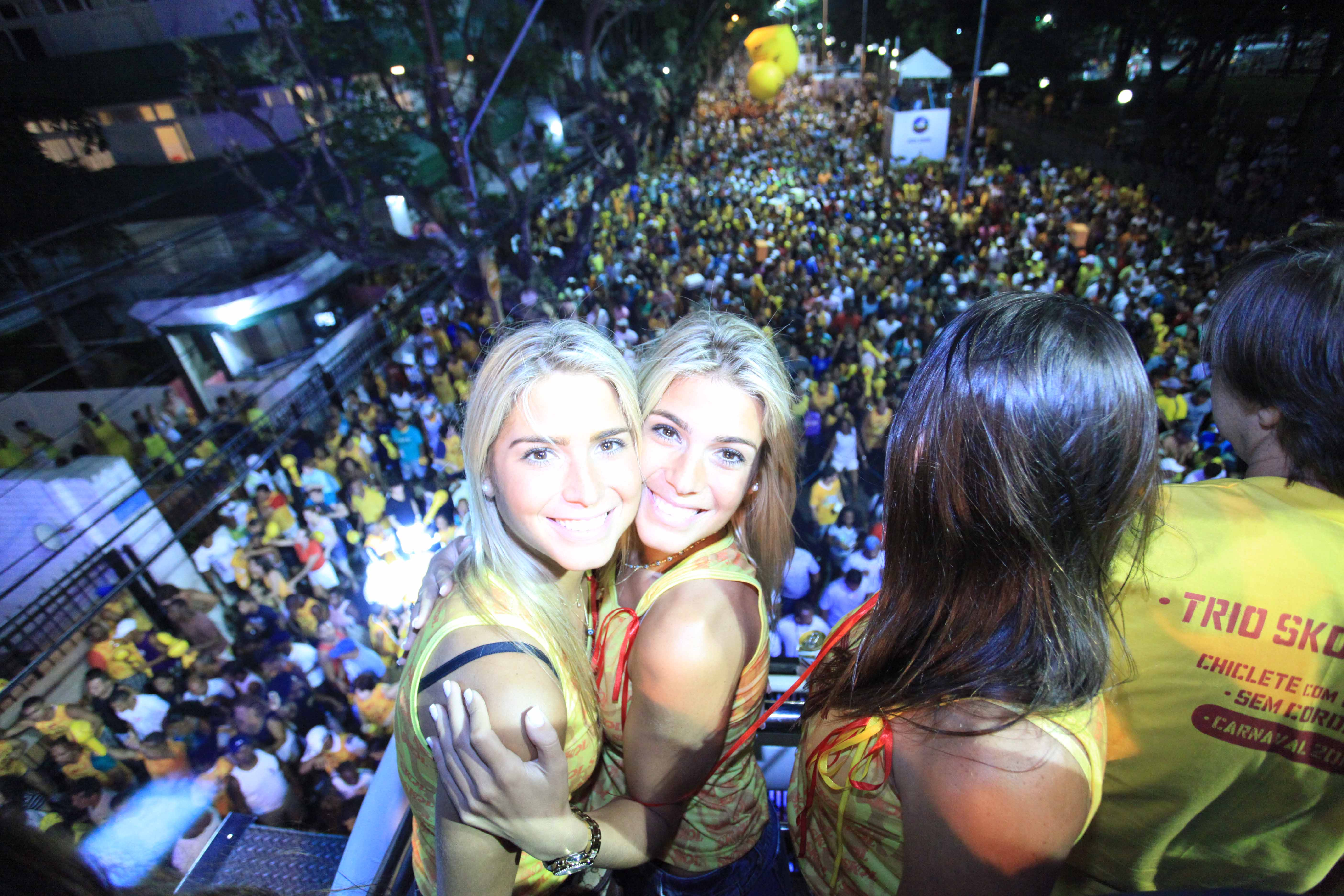
Milhares de pessoas viajam para aproveitar o carnaval de salvador.

O Turismo Cultural é uma forma de viagem que se concentra na exploração e na apreciação das manifestações culturais de uma determinada região. Essas experiências podem incluir visitas a locais históricos, museus, festivais, eventos culturais, arte, arquitetura, gastronomia, música, dança e tradições locais. O turismo cultural não apenas oferece aos viajantes uma oportunidade de descobrir a riqueza e a diversidade cultural de um destino, mas também desempenha um papel crucial na preservação e na promoção do patrimônio cultural de uma comunidade ou país.

## Atrações
Patrimônio Histórico e Arquitetônico: Muitos destinos de turismo cultural são ricos em patrimônio histórico e arquitetônico, com monumentos, edifícios antigos, ruínas e sítios arqueológicos que contam a história da região. Os turistas podem explorar castelos, palácios, catedrais, templos e outros locais históricos que oferecem insights sobre a cultura e a civilização passada.
Museus e Galerias de Arte: Os museus e galerias de arte são locais essenciais para o turismo cultural, exibindo coleções de artefatos, obras de arte, esculturas, pinturas e artefatos históricos que refletem a identidade cultural de uma sociedade. Os visitantes podem aprender sobre a história, a arte e a cultura de uma região por meio das exposições e programas educacionais oferecidos por essas instituições.
Eventos Culturais e Festivais: Festivais culturais, feiras de artesanato, celebrações religiosas, desfiles folclóricos e eventos culturais são aspectos fundamentais do turismo cultural. Esses eventos oferecem aos viajantes a oportunidade de vivenciar as tradições, costumes, música, dança e gastronomia locais, proporcionando uma imersão autêntica na cultura de um destino.
Culinária e Gastronomia: A culinária e a gastronomia desempenham um papel significativo no turismo cultural, permitindo que os visitantes experimentem sabores autênticos e pratos tradicionais de uma região. Os turistas podem participar de aulas de culinária, degustações de vinhos, tours gastronômicos e festivais de comida, explorando os ingredientes locais, técnicas de preparação e influências culturais na culinária regional.
Artesanato e Tradições Locais: O artesanato e as tradições locais são aspectos importantes do turismo cultural, oferecendo aos viajantes a oportunidade de adquirir produtos artesanais únicos, como tecidos, cerâmicas, joias, esculturas e objetos de decoração. Os turistas podem visitar mercados de artesanato, oficinas de artesãos locais e comunidades indígenas para aprender sobre as técnicas tradicionais de produção e apoiar os artesãos locais.